# 114

114(백십사)는 113보다 크고 115보다 작은 자연수다.

## 수학
- 합성수로, 그 약수는 1, 2, 3, 6, 19, 38, 57, 114다. 진약수의 합은 126이므로, 114는 과잉수다.
  - 제곱 인수가 없는 7번째 과잉수다. 이 성질을 지닌 앞의 수는 102, 다음 수는 138이다. (OEIS의 수열 A087248)
- 9번째 쐐기수다. 앞의 쐐기수는 110, 다음 쐐기수는 130이다.
- 서로 다른 두 소수(素數)의 합으로 나타내는 방법이 10가지인 가장 작은 수다.

{\displaystyle 114=5+109=7+107=11+103=13+101=17+97}
{\displaystyle =31+83=41+73=43+71=47+67=53+61}
- {\displaystyle 37^{2}-1}은 114로 나누어떨어진다.

## 과학
- 플레로븀(Fl)의 원소번호.
- NGC 114: 고래자리 방향에 있는 렌즈형은하.

## 교통

### 철도
- 수도권 전철 1호선 도봉역의 역번호.
- 부산 도시철도 1호선 초량역의 역번호.
- 대전 도시철도 1호선 월평역의 역번호.
- 광주 도시철도 1호선 김대중컨벤션센터역의 역번호.
- 대구 도시철도 1호선은 114번 역이 없고, 115번부터 시작한다.

### 도로
- 고속도로 및 국도
  - 아우토반 114호선(영어판, 독일어판): 독일의 고속도로.
  - 일본 114번 국도: 후쿠시마현 후쿠시마시에서 후타바군 나미에정까지 이어지는 일본의 국도.
- 기타 도로
  - 현도 제114호선

## 문화유산
- 대한민국의 국보 제114호: 청자 상감모란국화문 참외모양 병
- 대한민국의 보물 제114호: 안동 평화동 삼층석탑
- 대한민국의 사적 제114호: 완도 묘당도 이충무공 유적

## 방송
- 스카이라이프의 채널칭 채널 번호.
- 지니 TV의 텔레노벨라 채널 번호.
- B tv의 동아TV 채널 번호.
- U+ TV의 유럽 스포츠 방송인 유로스포츠 채널 번호.
- LG헬로비전의 SPOTV 골프앤헬스 채널 번호.
- KT HCN의 스마일TV 플러스 채널 번호.

## 기타
- 날짜: 1월 14일, 11월 4일
- 연도: 114년, 기원전 114년
- 대한민국에서 유선전화 이용시 전화번호 안내 서비스
- 대한민국에 있는 이동전화 이용시 이동 통신사들의 고객센터 전화번호.
- 쿠란의 총 장수.